# 蕨駅

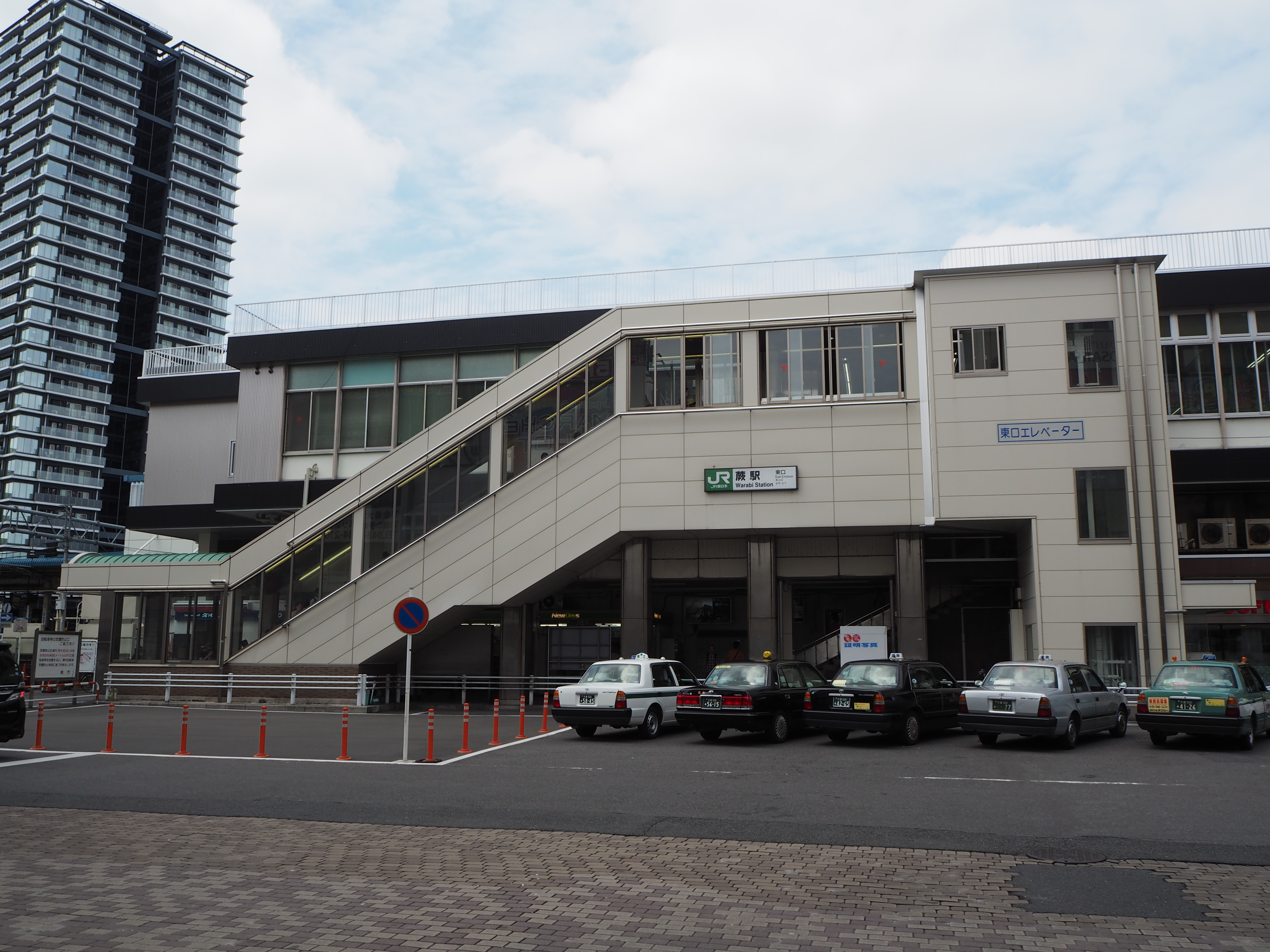
東口（2016年7月）

蕨駅（わらびえき）は、埼玉県蕨市中央一丁目にある、東日本旅客鉄道（JR東日本）東北本線の駅である。駅番号はJK 41。

## 概要
乗り入れている路線は、線路名称上は東北本線であるが、当駅には電車線を走る京浜東北線のみが停車し、旅客案内では「東北（本）線」とは案内されていない。
2017年3月に蕨岱駅（函館本線）が廃止されてから、当駅は五十音順の最後にあるJRの駅となっている。

## 歴史
- 1893年（明治26年）7月16日：日本鉄道の駅として開業[4]。
- 1906年（明治39年）11月1日：鉄道国有法により国有化[4]。
- 1909年（明治42年）10月12日：線路名称制定により東北本線の所属となる。
- 1933年（昭和8年）：駅舎が改築され、西口とホームが跨線橋で結ばれる。
- 1949年（昭和24年）9月15日：東口開設。
- 1967年（昭和42年）10月17日：駅舎改築（現在の駅舎）。
- 1984年（昭和59年）2月1日：貨物の取り扱いを廃止[4]。
- 1985年（昭和60年）3月14日：荷物扱い廃止[4]。
- 1987年（昭和62年）4月1日：国鉄分割民営化に伴い、東日本旅客鉄道（JR東日本）の駅となる[4]。
- 1992年（平成4年）6月3日：自動改札機を設置し、使用開始[5]。
- 2001年（平成13年）11月18日：ICカード「Suica」の利用が可能となる[広報 1]。
- 2006年（平成18年）3月中旬：新型の自動改札機が導入される。
- 2020年（令和2年）2月29日：スマートホームドアの使用を開始[6][7]。
- 2021年（令和3年）2月1日：業務委託化。
- 2022年（令和4年）8月31日：みどりの窓口の営業を終了[8]。

## 駅構造
JR東日本ステーションサービスが駅管理を受託する業務委託駅。島式ホーム1面2線の地上駅である。橋上駅舎を有する。自動改札機、指定席券売機設置駅。
2001年（平成13年）頃にエスカレーターが完成し、現在の駅舎となった。また、トイレは2005年（平成17年）に改装し、洋式便器はすべて温水洗浄便座付きのトイレになった（多機能トイレは除く）。2009年（平成21年）にはエレベーターが完成した。
付近には以前、日本車輌製造蕨製作所と住友セメントの専用線があり、また、小口貨物・手荷物・小荷物を取り扱っていたために貨物線があった。現在でも西口駅舎付近に貨物ホームの跡地が残っている。駅舎南側部分の跡地の一部は再開発され、シティタワー蕨が建設された。
発車メロディは2017年12月26日より1番線が「ジュピターB」を、2番線が「ムーンストーン」（いずれもスイッチ制作）をそれぞれ使用している。

### のりば
| 番線 | 路線       | 方向 | 行先                             |
| ---- | ---------- | ---- | -------------------------------- |
| 1    | 京浜東北線 | 南行 | 上野・東京・横浜・磯子・大船方面 |
| 2    | 京浜東北線 | 北行 | 浦和・大宮方面                   |

（出典：JR東日本:駅構内図）

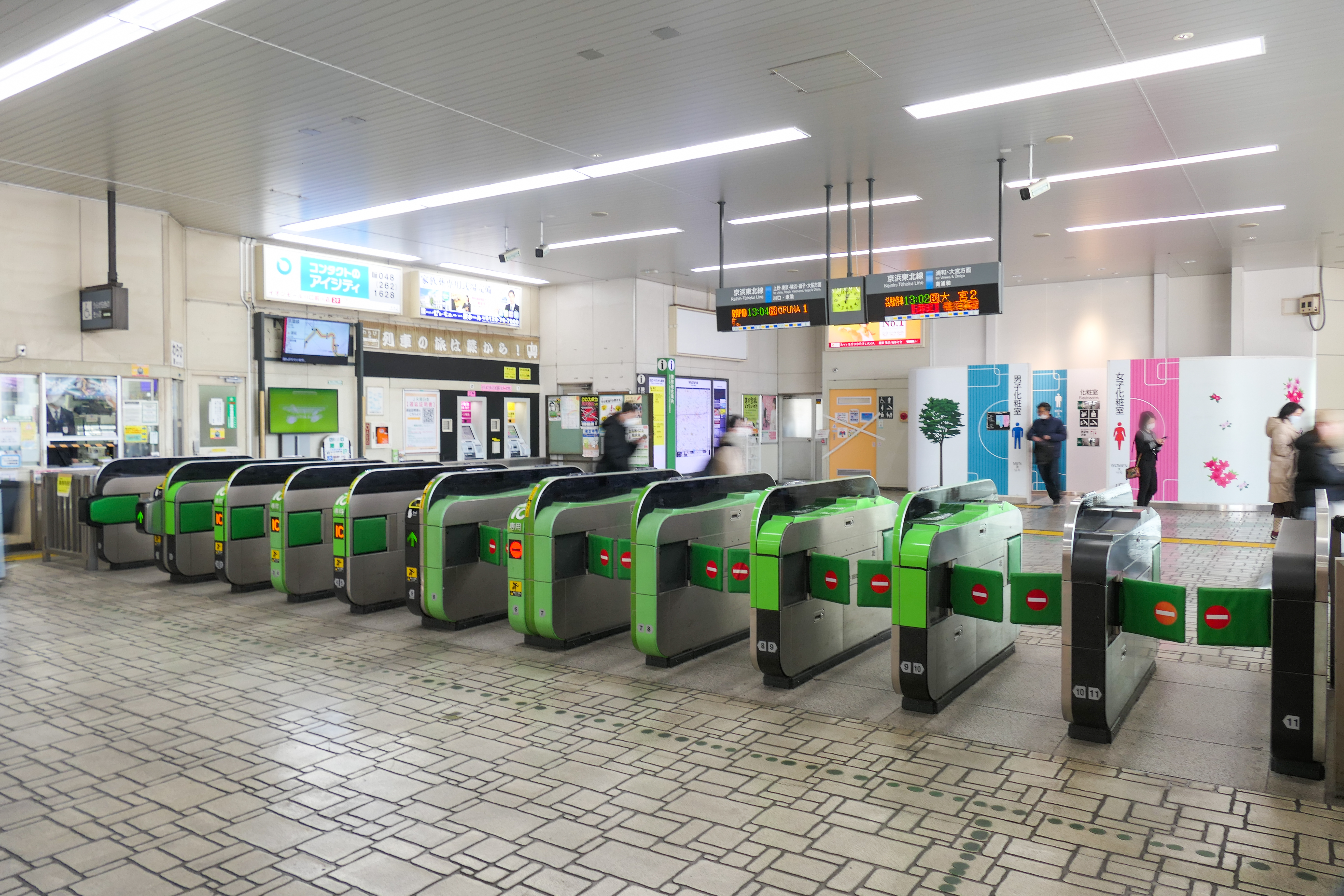
改札口（2023年2月）
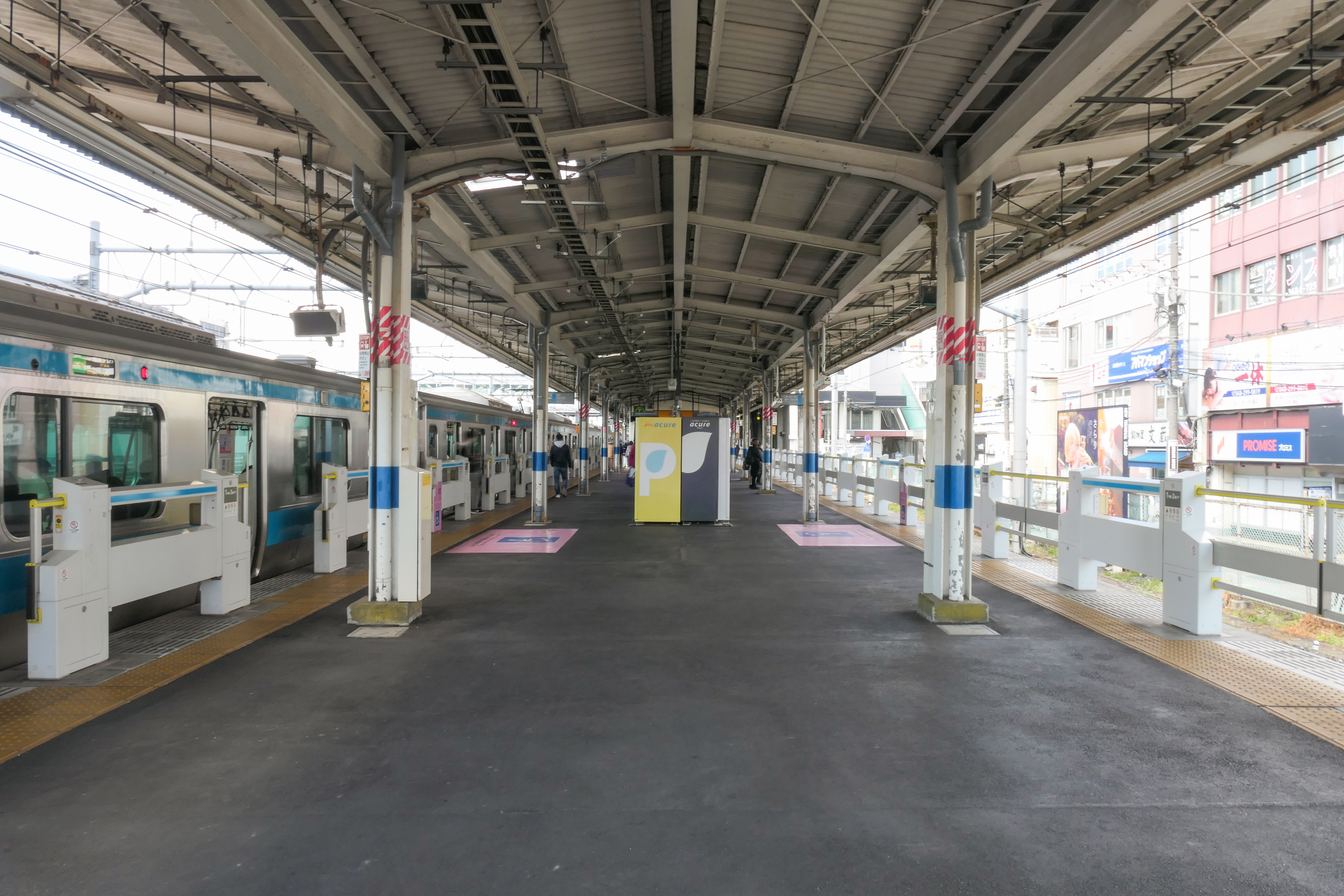
ホーム（2023年2月）

## 利用状況
2023年度（令和5年度）の1日平均乗車人員は53,921人である。JR東日本全体では本八幡駅に次いで第78位である。
JR東日本および埼玉県統計年鑑によると、1985年度（昭和60年度）以降の1日平均乗車人員の推移は以下の通り。
| 年度               | 1日平均乗車人員 | 1日平均乗車人員 | 1日平均乗車人員 | 出典     |
| 年度               | 定期外          | 定期            | 合計            | 出典     |
| ------------------ | --------------- | --------------- | --------------- | -------- |
| 1985年（昭和60年） | 16,669          | 45,544          | 62,213          |          |
| 1986年（昭和61年） | 16,129          | 43,156          | 59,285          |          |
| 1987年（昭和62年） | 16,104          | 44,019          | 60,124          |          |
| 1988年（昭和63年） | 16,764          | 46,686          | 63,450          |          |
| 1989年（平成元年） | 17,049          | 47,482          | 64,531          |          |
| 1990年（平成02年） | 17,531          | 48,524          | 66,065          |          |
| 1991年（平成03年） | 17,982          | 48,935          | 66,917          |          |
| 1992年（平成04年） | 18,118          | 49,444          | 67,562          |          |
| 1993年（平成05年） | 17,909          | 48,315          | 66,224          |          |
| 1994年（平成06年） | 17,379          | 47,231          | 64,610          |          |
| 1995年（平成07年） | 17,100          | 46,225          | 63,325          |          |
| 1996年（平成08年） | 17,201          | 45,574          | 62,775          |          |
| 1997年（平成09年） | 16,871          | 44,028          | 60,899          |          |
| 1998年（平成10年） | 17,095          | 43,130          | 60,225          |          |
| 1999年（平成11年） | 17,168          | 41,986          | 59,154          | [ * 1 ]  |
| 2000年（平成12年） | 17,349          | 41,738          | 59,087          | [ * 2 ]  |
| 2001年（平成13年） | 17,292          | 40,898          | 58,190          | [ * 3 ]  |
| 2002年（平成14年） | 17,525          | 40,447          | 57,972          | [ * 4 ]  |
| 2003年（平成15年） | 17,829          | 40,254          | 58,083          | [ * 5 ]  |
| 2004年（平成16年） | 17,696          | 40,904          | 58,600          | [ * 6 ]  |
| 2005年（平成17年） | 17,849          | 40,838          | 58,687          | [ * 7 ]  |
| 2006年（平成18年） | 17,791          | 41,215          | 59,037          | [ * 8 ]  |
| 2007年（平成19年） | 18,031          | 41,840          | 59,872          | [ * 9 ]  |
| 2008年（平成20年） | 17,851          | 41,810          | 59,662          | [ * 10 ] |
| 2009年（平成21年） | 17,506          | 41,181          | 58,688          | [ * 11 ] |
| 2010年（平成22年） | 17,138          | 41,141          | 58,279          | [ * 12 ] |
| 2011年（平成23年） | 17,003          | 40,472          | 57,476          | [ * 13 ] |
| 2012年（平成24年） | 17,404          | 40,651          | 58,056          | [ * 14 ] |
| 2013年（平成25年） | 17,610          | 41,179          | 58,789          | [ * 15 ] |
| 2014年（平成26年） | 17,563          | 40,744          | 58,308          | [ * 16 ] |
| 2015年（平成27年） | 17,957          | 41,544          | 59,501          | [ * 17 ] |
| 2016年（平成28年） | 18,067          | 42,066          | 60,134          | [ * 18 ] |
| 2017年（平成29年） | 18,268          | 42,587          | 60,856          | [ * 19 ] |
| 2018年（平成30年） | 18,336          | 43,189          | 61,526          | [ * 20 ] |
| 2019年（令和元年） | 17,867          | 43,962          | 61,829          | [ * 21 ] |
| 2020年（令和02年） | 13,279          | 34,196          | 47,476          | [ * 22 ] |
| 2021年（令和03年） | 15,042          | 33,398          | 48,441          |          |
| 2022年（令和04年） | 16,917          | 34,549          | 51,467          |          |
| 2023年（令和05年） | 18,032          | 35,889          | 53,921          |          |

## 駅周辺

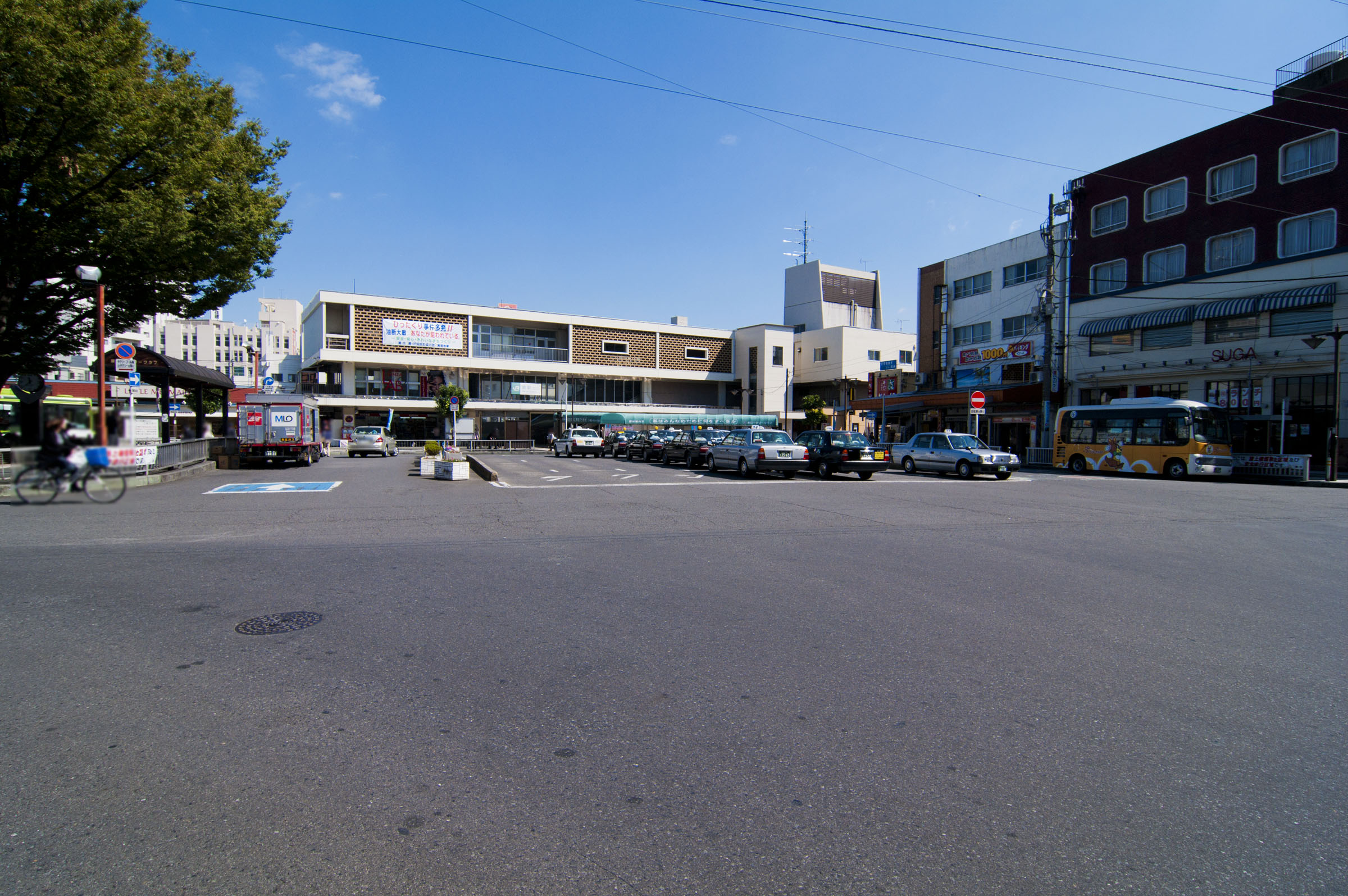
西口駅前広場（2011年10月）

シティタワー蕨

全国の市の中で最も面積が狭く、人口密度が最も高い蕨市にあるが、川口市の一部地域（芝地区）の最寄り駅でもあり、同市との関わりも深い。
東口駅前通りを堺に右手は蕨市塚越。左手と、旧マクドナルドの交差点からは川口市芝地区、というように市堺は複雑。西口はほぼ蕨市だが、蕨陸橋の向こう側線路沿いには芝園町などの川口市が存在する。

### 東口
- 東武ストア蕨店
- ライフ蕨駅前店（ザ・プライス蕨店跡地に2018年6月26日プレオープン、翌27日グランドオープン[10][11]）
- コモディイイダ蕨店
- イオンモール川口前川
  - イオン川口前川店
- 蕨市立東中学校
- 蕨市立東小学校
- 蕨市立塚越小学校
- 武南中学校・高等学校
- 埼玉県立川口工業高等学校
- イオンタウン蕨
  - マックスバリュ蕨店
  - ウエルシア蕨塚越店
  - キャンドゥイオンタウン蕨店
- 蕨パレスホテル
- 蕨塚越郵便局
- 川口芝中田郵便局
- 三菱UFJ銀行蕨支店
- 東和銀行わらび支店
- 埼玉りそな銀行蕨東支店
- かわぐち心臓呼吸器病院

### 西口
- イーホテルワラビ
- 西友蕨店
- マルエツ 蕨店
- マルエツ 蕨北町店
- ヤオコー 蕨南町店
- ビバモール蕨錦町（2021年3月10日オープン。旧イトーヨーカドー 錦町店）
  - ヤオコー蕨錦町店（2021年3月17日オープン）
  - トイザらス・ベビーザらス 蕨店
- 芝園団地（かつての日本車輌製造東京支店蕨工場）[1]
- 蕨市役所
- 蕨郵便局
- 蕨駅前郵便局
- 埼玉県立蕨高等学校
- 沖電気工業システムセンター・沖北関東サービス蕨サービスセンター
- 旧中山道
- 蕨市立病院
- シティタワー蕨
- 蕨市立文化ホールくるる
- 三井住友銀行わらび支店
- 埼玉りそな銀行蕨支店
- 武蔵野銀行蕨支店

## バス路線
国際興業バスと、同社が運行を受託している蕨市コミュニティバス「ぷらっとわらび」（西口発着のみ）、川口市コミュニティバス「みんななかまバス」が蕨市、戸田市、川口市、さいたま市への路線を運行している。
西口の路線管轄は戸田営業所（SC01のみ鳩ヶ谷営業所）、東口路線の管轄は鳩ヶ谷営業所となっている。
東口を起終点とする路線はかつては蕨03（蕨駅東口〜上青木〜鳩ヶ谷線・当時）を除いて駅前付近で降車し、その後駅前を左折して商店街を通り各のりばへと向かっていたが、狭隘路かつ時間帯によっては歩行者や自転車が多く危険なために現在は1・2・6番のりば発の路線はマクドナルド反対側付近で降車し、目前のスクランブル交差点を右折して各のりばへ向かい、5番のりば発着の路線は蕨03と同経路で走行し、蕨03ののりばである3番のりば前を通過して目前のスクランブル交差点を左折して5番のりばへ向かう体制に変更された。

### 東口発着
| のりば | 運行事業者       | 系統・行先                                                                   | 備考                                                                                               |
| ------ | ---------------- | ---------------------------------------------------------------------------- | -------------------------------------------------------------------------------------------------- |
| 1      | 国際興業バス     | 蕨06：新井宿駅                                                               | |
| 2      | 国際興業バス     | 蕨02：東浦和駅                                                               | 平日のみ深夜バスの設定あり                                                                         |
| 3      | 国際興業バス     | - SC01・SC01-2：イオンモール川口前川 - 蕨03：新井宿駅 - 蕨03-2：鳩ヶ谷駅西口 | - 「蕨03」は深夜バスあり（年末年始は除く） - 「蕨03-2」は平日朝1本のみ運行 - 「SC01-2」 は降車のみ |
| 5      | 国際興業バス     | - 蕨01：上根橋循環 - 蕨01-2：上根橋 - 川05：川口駅東口                       | |
| 6      | 国際興業バス     | - SC01：蕨駅西口 - 赤11：南浦和駅西口 - 深夜急行：東浦和駅                   | - 「赤11」は深夜バス、降車専用 - 「深夜急行」は降車専用                                            |
| 10     | みんななかまバス | 川口03：川口市立医療センター                                                 | 平日・土曜のみ運行                                                                                 |

### 西口発着
| のりば | 運行事業者     | 系統・行先                                                                                         | 備考                                         |
| ------ | -------------- | -------------------------------------------------------------------------------------------------- | -------------------------------------------- |
| 1      | 国際興業バス   | 蕨55：戸田公園駅東口                                                                               |                                              |
| 2      | 国際興業バス   | - 浦19-2：浦和駅西口 - 蕨50：南浦和駅西口 - 蕨50-2・蕨81：戸田車庫                                 | 「蕨50-2」は平日・土曜深夜1本のみ運行        |
| 3      | 国際興業バス   | - 蕨05：芝循環 - 蕨05-2：芝支所入口 - 蕨80：戸田車庫                                               | 「蕨05-2」の平日は朝・夜、土日祝は夜のみ運行 |
| 4      | 国際興業バス   | 蕨54：下笹目                                                                                       |                                              |
| 9      | ぷらっとわらび | - 蕨市01：東ルート（右回り循環） - 蕨市02：西ルート（左回り循環） - 蕨市03：西ルート（右回り循環） |                                              |

## その他
北行で南浦和止まりの列車の場合、南浦和駅では2番線に到着する場合と3番線に到着する場合がある。
この内2番線（南行ホーム）に到着する場合には、浦和・大宮方面へ向かう乗客に対して、蕨駅で乗り換えを勧めるアナウンスが行われる。
これは、南浦和駅で南行ホームに到着する列車の場合、北行の列車に乗り継ぐためには階段の昇り降りを伴うため、すべての北行列車が同一ホームに到着する蕨駅で乗り換えた方が乗り換えの便が良いためである。
当駅が所在する蕨市は日本の全市町村を五十音順に並べた際に最後にあたるが、日本の全駅を五十音順に並べた際は、割出駅（北陸鉄道浅野川線）・蕨岱駅（JR北海道函館本線）に次いで3番目となっていた。その後、蕨岱駅が2017年（平成29年）3月4日に廃止されたため、当駅がJRの全駅を五十音順に並べた際に最後にあたる駅となった。

## 隣の駅
東日本旅客鉄道（JR東日本）
 京浜東北線
■快速・■各駅停車
南浦和駅 (JK 42) - 蕨駅 (JK 41) - 西川口駅 (JK 40)
- かつて当駅と浦和駅の間に小谷場信号場が存在した。

### 記事本文

##### 広報資料・プレスリリースなど一次資料
1. ↑  “Suicaご利用可能エリアマップ（2001年11月18日当初）” (PDF).   東日本旅客鉄道. 2019年7月27日時点のオリジナルよりアーカイブ。2020年4月29日閲覧。

### 利用状況
1. ↑  埼玉県統計年鑑 - 埼玉県
2. ↑  統計わらび - 蕨市

JR東日本の1999年度以降の乗車人員
1. 1 2 3 4  各駅の乗車人員（2023年度） - JR東日本
2. ↑  各駅の乗車人員（1999年度） - JR東日本
3. ↑  各駅の乗車人員（2000年度） - JR東日本
4. ↑  各駅の乗車人員（2001年度） - JR東日本
5. ↑  各駅の乗車人員（2002年度） - JR東日本
6. ↑  各駅の乗車人員（2003年度） - JR東日本
7. ↑  各駅の乗車人員（2004年度） - JR東日本
8. ↑  各駅の乗車人員（2005年度） - JR東日本
9. ↑  各駅の乗車人員（2006年度） - JR東日本
10. ↑  各駅の乗車人員（2007年度） - JR東日本
11. ↑  各駅の乗車人員（2008年度） - JR東日本
12. ↑  各駅の乗車人員（2009年度） - JR東日本
13. ↑  各駅の乗車人員（2010年度） - JR東日本
14. ↑  各駅の乗車人員（2011年度） - JR東日本
15. 1 2 3  各駅の乗車人員（2012年度） - JR東日本
16. 1 2 3  各駅の乗車人員（2013年度） - JR東日本
17. 1 2 3  各駅の乗車人員（2014年度） - JR東日本
18. 1 2 3  各駅の乗車人員（2015年度） - JR東日本
19. 1 2 3  各駅の乗車人員（2016年度） - JR東日本
20. 1 2 3  各駅の乗車人員（2017年度） - JR東日本
21. 1 2 3  各駅の乗車人員（2018年度） - JR東日本
22. 1 2 3  各駅の乗車人員（2019年度） - JR東日本
23. 1 2 3  各駅の乗車人員（2020年度） - JR東日本
24. 1 2 3  各駅の乗車人員（2021年度） - JR東日本
25. 1 2 3  各駅の乗車人員（2022年度） - JR東日本

埼玉県統計年鑑
1. ↑  埼玉県統計年鑑（平成12年）
2. ↑  埼玉県統計年鑑（平成13年）
3. ↑  埼玉県統計年鑑（平成14年）
4. ↑  埼玉県統計年鑑（平成15年）
5. ↑  埼玉県統計年鑑（平成16年）
6. ↑  埼玉県統計年鑑（平成17年）
7. ↑  埼玉県統計年鑑（平成18年）
8. ↑  埼玉県統計年鑑（平成19年）
9. ↑  埼玉県統計年鑑（平成20年）
10. ↑  埼玉県統計年鑑（平成21年）
11. ↑  埼玉県統計年鑑（平成22年）
12. ↑  埼玉県統計年鑑（平成23年）
13. ↑  埼玉県統計年鑑（平成24年）
14. ↑  埼玉県統計年鑑（平成25年）
15. ↑  埼玉県統計年鑑（平成26年）
16. ↑  埼玉県統計年鑑（平成27年）
17. ↑  埼玉県統計年鑑（平成28年）
18. ↑  埼玉県統計年鑑（平成29年）
19. ↑  埼玉県統計年鑑（平成30年）
20. ↑  埼玉県統計年鑑（令和元年）
21. ↑  埼玉県統計年鑑（令和2年）
22. ↑  埼玉県統計年鑑（令和3年）